# 섀넌오그바니 아베다
섀넌오그바니 아베다(Shannon-Ogbani Abeda, 1996년 5월 15일~)은 캐나다 태생의 에리트레아 대표 알파인스키 선수이다. 2018년 동계 올림픽 에리트레아 선수단에 유일한 선수로 참가하여 남자 알파인스키 대회전 종목에서 61위를 기록했다. 아베다 선수는 에리트레아의 사상 첫 동계 올림픽 참가 선수이기도 하다.
아베다의 부모는 1980년대 에리트레아 독립 전쟁을 피해 캐나다로 이민을 왔으며, 1996년 아베다를 낳았다. 아베다는 2012년 오스트리아 인스부르크에서 열린 동계 청소년 올림픽 대회에서도 에리트레아 대표로 첫 참가한 경력이 있다.

## 같이 보기
- 2018년 동계 올림픽 에리트레아 선수단